# Ferroline
Ferroline is een menggas dat voornamelijk gebruikt wordt als afschermgas voor las-, slijp- en snijwerkzaamheden. Het bestaat voornamelijk uit inerte gassen, hoewel soms ook een percentage zuurstof kan zijn bijgevoegd. Het wordt op de markt gebracht door de firma Messer.

## Samenstelling
Het gas bestaat voornamelijk uit argon (Ar), vermengd met een zeker percentage CO2. Het CO2-percentage wordt aangegeven met een C gevolgd door het percentage. Zo betekent C20: 80% Ar en 20% CO2.
Ook mengsels van argon en zuurstof zijn in de handel. Dit wordt aangegeven met een X, gevolgd door het O2-percentage. Ferroline X4 bevat 96% Ar en 4% O2.
Daarnaast zijn er ferrolinegassen waar helium is bijgemengd. Dit wordt aangegeven met He.
Ten slotte zijn er gassen in de handel die uit argon bestaan waaraan een combinatie van andere gassen is toegevoegd.
Zo bestaat ferroline He20 C8 uit 20% helium, 8% kooldioxide en 72% argon.
Een zeker percentage O2 is nuttig voor het vermijden van spatten, en een zeker percentage CO2 is nuttig bij het lassen op niet-horizontale oppervlakten.